# Thomas Bang
Thomas Bang, född 1600 i Flemløse, död 27 oktober 1661, var en dansk teolog och filolog, svärfar till biskop Hans Rosing.
Bang uppehöll sig från 1627 en längre tid i Tyskland och studerade där österländska språk. År 1630 blev han anställd vid universitetet i Köpenhamn som professor i hebreiska, 1652 blev han professor i teologi. Under denna sida av hans verksamhet faller närmast hans verk: Coelum orientis et prisci mundi, som huvudsakligen handlar om bokstavsskriftens ursprung, men i teologisk anda och med teologiska exkurser. 
På den latinska filologins område är hans huvudverk Observationum philologicarum libri duo (1640), en kommentar till hans större latinska grammatik; vidare Aurora Latinitatis, en ordbok för skolbruk. Bang arbetar i dessa böcker för en renare latinsk språkform; vid sidan av detta var han en ivrig förkämpe för latinets härskande ställning i skolorna och hindrade införandet av danska språket i latinska skolgrammatikor.